# 静内温泉
静内温泉（しずないおんせん）は、北海道日高郡新ひだか町静内浦和にある温泉。

## 泉質
- ナトリウム - 炭酸水素塩泉
  - 源泉温度10.5℃の冷鉱泉である。
  - 源泉の色は茶褐色で透明度を有する。
    - 加温濾過循環方式。

## 温泉地
新ひだか町営の日帰り入浴施設である「町民保養施設 静内温泉」が建つ。男女別の内風呂、水風呂、サウナのほか、家族風呂がある。施設内にはレストランが併設されている。
周辺一帯は、森林公園「温泉の森」として整備され、キャンプ場がある。

## 歴史
1899年（明治32年）、地元の農民によって温泉が発見された。有勢内温泉として温泉旅館を営業していたが昭和30年代に廃業した。
その後1977年（昭和52年）に静内温泉として静内町営の宿泊温泉施設が作られた。しかし2007年（平成19年）宿泊施設が休止。2011年（平成23年）3月17日には、耐震診断で建物崩壊の危険性があるとして温泉施設も休館となった。新ひだか町では温泉施設を建て替え、2013年（平成25年）夏の再オープンを目指した。
2013年（平成25年）10月1日、工事が完了し、鉄筋コンクリート造り平屋建ての「町民保養施設 静内温泉」が営業を開始した。

## アクセス
- 道南バス、ジェイ・アール北海道バス日勝線「静内温泉」停留所[4]。旧・日高本線静内駅よりバスで約15分。それ以外にも旧静内町各地域に、温泉バスが走る。